# April Folly
April Folly is een stomme film uit 1920 onder regie van Robert Z. Leonard. De film is gebaseerd op een serie verhalen die werden uitgebracht in het tijdschrift Cosmopolitan.

## Verhaal
April Poole is de vooraanstaande schrijfster van een tijdschrift. Kerry Sarle, die zorgt voor de uitbrengst en montage, komt in haar nieuwste verhaal voor, waarin April zich vermomt als Lady Diana Mannister. Dit doet ze, zodat de echte Lady Diana kan trouwen.
Hierna reist April naar Zuid-Afrika met een kostbare diamant. Onderweg ontmoet ze de aantrekkelijke zakenman Kerry Sarle. Ondertussen probeert juwelendief Ronald Kenna de diamant te bemachtigen en denkt dat deze in haar koffer verborgen is. Als hij deze opent, treft hij April aan die hem bedreigt met een revolver. Nadat ze hem aangeeft, neemt ze contact op met Sarle.

## Rolverdeling
| Acteur             | Personage            |
| ------------------ | -------------------- |
| Marion Davies      | April Poole          |
| Madeline Marshall  | Lady Diana Mannister |
| Conway Tearle      | Kerry Sarle          |
| J. Herbert Frank   | Ronald Kenna         |
| Spencer Charters   | Dobbs                |
| Amelia Summerville | Olive Connal         |
| Hattie Delaro      | Mrs. Stanislaw       |
| Charles Peyton     | Butler               |